# Георгиос Перифанос
Георгиос (Дзолас) Перифанос (на гръцки: Γεώργιος (Τζόλας) Περήφανος) e македонски грък, капитан на гръцка андартска чета в Централна Македония.

## Биография
Роден е в урумлъшката паланка Гида, която тогава е в Османската империя, днес Александрия, Гърция. В началото на XX век участва в гръцката акция срещу българските чети в района - Перифанос е първият капитан на чета в района на Ениджевардарското езеро. В 1903 година заедно със съгражданина си Теохарис Кункас създава като гръцка база колибата Кунка в югозападния край на езерото. Четата на Кункас е съставена от урумлъчани (румлукиоти). В 1904 година си съструдничи с гъркоманските капитани Гоно Йотов и Панде Атанасов. Перифанос е активен в целия период на въоръжената пропаганда до 1908 година. Подпомага и дошлите за подкрепа гръцки офицери Константинос Буковалас и Йоанис Деместихас.